# Вулиця Олексія Курінного
Ву́лиця Олексі́я Курінно́го — вулиця в Деснянському районі міста Києва, селище Троєщина. Пролягає від вулиці Оноре де Бальзака до кільця на перетині вулиць Радосинської, Деснянської та Миру.
Прилучаються вулиці Никифора Дровняка, Довженка, Тараса Коваля, Чурилівська та Будівельників.

## Історія
Вулиця виникла на межі XIX—XX століття. Первісно назви не мала, пролягала одним із кутків села Вигурівщина (той, де пролягає вулиця, мав назву Кучанський). Була найменована 1965 року, на честь Карла Маркса.
В 1984—1985 роках при будівництві масиву Вигурівщина-Троєщина скорочена до теперішніх розмірів (раніше починалася в знесеній частині села Вигурівщина, поряд із теперішнім будинком № 11 по Каштановій вулиці; нагадує про це нумерація вулиці).
Сучасна назва на честь українського політолога, юриста, громадського діяча та поета Олексія Курінного — з 2022 року.